# Championnats de France de patinage artistique 1953
Navigation
Championnats de France 1952 Championnats de France 1954
Les championnats de France de patinage artistique 1953 ont eu lieu à Paris pour 4 épreuves : simple messieurs, simple dames, couple artistique et danse sur glace.

## Faits marquants
- Après une première édition en 1948 et quatre ans d'absence, la compétition de danse sur glace est organisée pour la deuxième fois de son histoire.

- Jean Vivès obtient une médaille d'argent en individuel et une médaille d'or en couple artistique.

## Podiums
| Épreuves                            | Or                                       | Argent                              | Bronze                      |
| Messieurs résultats détaillés       | Alain Giletti                            | Jean Vivès                          | -                           |
| Dames résultats détaillés           | Liliane Caffin-Madaule                   | Christiane Moreux                   | Nadine Damien               |
| Couples résultats détaillés         | Nadine Damien / Jean Vivès               | Chantal d'Orfond et JP Levy         | -                           |
| Danse sur glace résultats détaillés | Claude-Gisèle Weinstein / Claude Lambert | Christiane Duvois / Jean-Paul Guhel | Fanny Besson / André Dauger |

## Détails des compétitions
(Détails des compétitions encore à compléter)

### Messieurs
| Rang | Nom           |
| ---- | ------------- |
| 1    | Alain Giletti |
| 2    | Jean Vivès    |

### Dames
| Rang | Nom                    |
| ---- | ---------------------- |
| 1    | Liliane Caffin-Madaule |
| 2    | Christiane Moreux      |
| 3    | Nadine Damien          |

### Couples
| Rang | Nom                         |
| ---- | --------------------------- |
| 1    | Nadine Damien / Jean Vivès  |
| 2    | Chantal d'Orfond et JP Levy |

### Danse sur glace
| Rang | Nom                                      |
| ---- | ---------------------------------------- |
| 1    | Claude-Gisèle Weinstein / Claude Lambert |
| 2    | Christiane Duvois / Jean-Paul Guhel      |
| 3    | Fanny Besson / André Dauger              |
| ...  |                                          |

## Sources
- Le livre d'or du patinage d'Alain Billouin, édition Solar, 1999